# La Chapelle-Hermier
La Chapelle-Hermier é uma comuna francesa na região administrativa da Pays de la Loire, no departamento de Vendéia. Estende-se por uma área de 17,94 km². Em 2010 a comuna tinha 909 habitantes (densidade: 50,7 hab./km²).